# Bureau of Justice Statistics
O Bureau of Justice Statistics dos Estados Unidos (BJS) é uma agência do governo federal pertencente ao Departamento de Justiça dos EUA e uma agência principal do Sistema Estatístico Federal dos EUA. Estabelecido em 27 de dezembro de 1979, o escritório coleta, analisa e publica dados relacionados ao crime nos Estados Unidos. A agência publica dados sobre estatísticas coletadas das aproximadamente cinquenta mil agências que compõem o sistema de justiça dos EUA em seu site.
O BJS, junto com o National Institute of Justice (NIJ), o Bureau of Justice Assistance (BJA), o  (OJJDP), o Office of Juvenile Justice and Delinquency Prevention, Office for Victimes of Crime (OVC) e outros escritórios de programas, compõem o Gabinete de Programas de Justiça (OJP) ramo do Departamento de Justiça.

## Diretores do BJS
Em 2005, o governo Bush substituiu o diretor do BJS Lawrence Greenfeld depois que ele se recusou a remover certas estatísticas raciais de um relatório, apesar de ter publicado estatísticas semelhantes em 2001. As duas referências a seguir fornecem análise e relatório inicial, respectivamente.
- Josephf M. Bessette[2]
- Eric Lichtblau[3]

Mais recentemente, Jeffrey Sedgwick, Michael Sinclair, John Jay, professor James P. Lynch e ex-diretor adjunto William Sabol atuaram como diretores.
Até 2012, o cargo de Diretor do BJS exigia a aprovação do Senado, mas desde 2012 o cargo exige apenas a indicação do Presidente. O atual diretor do BJS, nomeado por Donald Trump, é Jeffrey H. Anderson.